# Fridolin Keck
Fridolin Keck (* 24. Februar 1943 in Freudenberg, Baden) ist ein deutscher katholischer Geistlicher. Von 2003 bis 2015 war er Generalvikar im Erzbistum Freiburg.

## Leben
Fridolin Keck empfing am 23. Mai 1968 in der Jesuitenkirche in Heidelberg die Priesterweihe. Drei Tage später feierte er in der Pfarrkirche St. Laurentius in Freudenberg seine Primiz. Von 1972 bis 1981 war er Studentenpfarrer an der Universität Freiburg. Von 1981 bis 1999 war er Pfarrer an der Jesuitenkirche in Heidelberg.
Er war der persönliche Stellvertreter des Erzbischofs von Freiburg und leitete das Erzbischöfliche Ordinariat Freiburg, in das er 1999 aufgenommen wurde. Vom 1. Oktober 2003 bis 31. Januar 2015 war Fridolin Keck Generalvikar im Erzbistum Freiburg, der damit Otto Bechtold im Amt folgte. Sein Nachfolger wurde Axel Mehlmann.